# Cynkomet
Uzasadnienie: decyzja z poczekalni
CynkoMet sp. z o.o. – polski producent maszyn rolniczych z siedzibą w Czarnej Białostockiej. Wśród oferty produktowej znajdziemy rozrzutniki obornika, przyczepy wywrotki, przyczepy skorupowe, rozsiewacze wapna. Spółka prowadzi również zakład usługowy oferujący usługę cynkownię ogniową, w Czarnej Białostockiej oraz Wyszkowie.

## Historia
Firma powstała na bazie utworzonej w 1952 Fabryka Maszyn Rolniczych „Biafamar”. W 1956 roku fabryka zmieniła nazwę na Wytwórnię Wyrobów Precyzyjnych i rozpoczęła produkcję jednoosiowych rozrzutników obornika RT I oraz innych produktów drewnianych i metalowych, jak stolarka budowlana czy puszki narzędziowe do motocykli. W 1958 roku rozpoczęto produkcję domowych pralek elektrycznych, które po rozrzutniku stały się drugim podstawowym wyrobem.
26 marca 1973 nazwę przedsiębiorstwa zmieniono na „Agromet” Fabryka Maszyn Rolniczych w Czarnej Białostockiej, która specjalizowała się w produkcji maszyn dla rolnictwa: rozrzutniki, przyczepo-wywrotki i w kooperacji części do ciągników i innych maszyn rolniczych.
W czerwcu 1998 roku przedsiębiorstwo zostało przekształcone w spółkę akcyjną o nazwie: „Biafamar” Fabryka Maszyn Rolniczych. 15 grudnia 1999 roku Agencja Prywatyzacji sprzedała 80% akcji FMR Biafamar. 23 stycznia 2002 roku spółka ogłosiła upadłość.
22 maja 2003 roku, z inicjatywy Wiktora Gryki na bazie zakupionych cynkowni, na terenach Fabryki Maszyn Rolniczych “Biafamar” powstała spółka CynkoMet sp. z o.o., który przejęła tradycję produkcji maszyn rolniczych.
W 2004 roku w Czarnej Białostockiej, Spółka uruchomiła pierwszą na tym terenie cynkownię ogniową, co pozwoliło rozszerzyć ofertę o rozrzutniki obornika i przyczepy rolnicze w wersji cynkowanej ogniowo.
W 2008 roku rozwój spółki pozwolił na otwarcie cynkowni ogniowej w Wyszkowie, gdzie oprócz tradycyjnego cynkowania ogniowego, spółka oferuje cynkowanie wirowe drobnych elementów.
W 2017 roku przy zakładach produkcyjnych w Czarnej Białostockiej, ukończono budowę CBR – Centrum Badawczo Rozwojowego Maszyn Rolniczych. Centrum prowadzi działalność z zakresu projektów B&R, rozwijając maszyny rolnicze oraz wspierając firmę w projektach nowych maszyn jak rozsiewacz wapna RWN-8000 o nazwie handlowej "Wapniak" czy zabudowy do transportu wody i pojenia bydła "Wodnik".
W 2022 r. wdrożono do produkcji lawety oraz naczepy do transportów gabarytowych. Na zlecenie klientów powstała Naczepa platformowa NP-70/3 przeznaczona do transportu ładunków o masie do 70 ton, czy lawety i naczepy niskopodłogowe NNR-54.